# دمیترو پالامارچوک
دمیترو پالامارچوک (اوکراینی: Дмитро Паламарчук؛ زادهٔ ۱۷ دسامبر ۱۹۷۹) اسکیت‌باز نمایشی اهل اوکراین است. وی همچنین از اسکیت‌بازان نمایشی در بازی‌های المپیک زمستانی ۲۰۰۲ بوده‌است.